# Simocybe sumptuosa
Simocybe sumptuosa är en svampart som först beskrevs av Peter D. Orton, och fick sitt nu gällande namn av Rolf Singer 1962. Enligt Catalogue of Life ingår Simocybe sumptuosa i släktet Simocybe, och familjen Inocybaceae, men enligt Dyntaxa är tillhörigheten istället släktet Simocybe,  och familjen Crepidotaceae. Arten är reproducerande i Sverige. Inga underarter finns listade i Catalogue of Life.